# Маяніст
Маяніст (ісп. mayista) — учений, який спеціалізується на дослідженнях і вивченні доколумбової цивілізації Центральної Америки мая. Цю дисципліну не слід плутати з маянізмом: колекцією нових вірувань про стародавніх мая.
Маяністи спираються на багато дисциплін, а саме: археологію, лінгвістику, епіграфіку, етнографію, історію, астрономію та кераміку.
Термін «маяніст» був створений паралельно зі спеціалізованим вивченням інших галузей, пов'язаних з історичними цивілізаціями: наприклад, єгиптолог (Стародавній Єгипет) і ассиріолог (Давня Месопотамія). Широко використовується з кінця XIX століття.

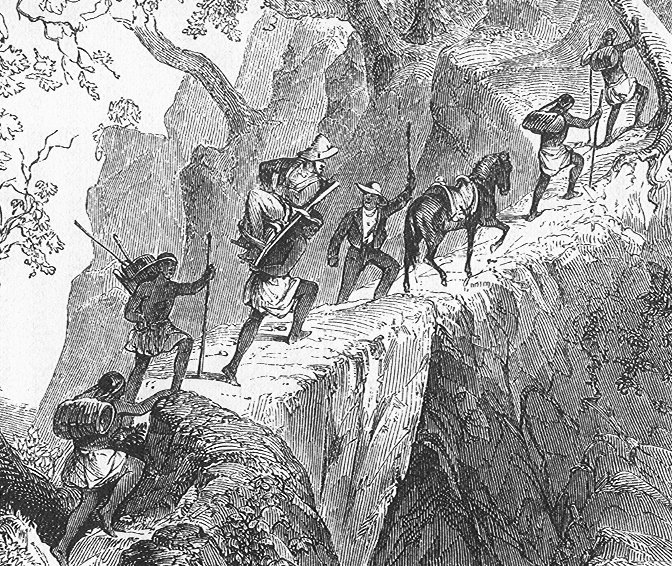
Дослідники в пошуках артефактів мая

## Відомі маяністи
- Дієго де Ланда
- Стефенс, Джон Ллойд
- Фредерік Кетервуд
- Ю. В. Кнорозов
- Проскурякова Тетяна Авенирівна
- Дезіре Шарне
- Томас Ганн
- Єршова Галина Гаврилівна
- Альберто Рус Луільє
- Полюхович Юрій Юрійович